# أكيرا ياماموتو (طيار)
أكيرا ياماموتو (باليابانية: 山本旭؛ بالكانا: やまもと あきら) هو طيار ياباني، ولد في 13 يونيو 1913 في شيزوكا في اليابان، وتوفي في 24 نوفمبر 1944 في ياتشيماتا في اليابان.